# Bill Deedes
William Francis Deedes (ur. 1 czerwca 1913 w Aldington, zm. 17 sierpnia 2007 tamże) – brytyjski dziennikarz i polityk, członek Partii Konserwatywnej, minister w rządach Harolda Macmillana i Aleca Douglasa-Home’a.

## Życiorys
Wychowywał się w rodzinnym Saltwood Castle. Wykształcenie odebrał w Harrow School. Musiał jednak zrezygnować ze studiów, gdyż jego ojciec stracił większość oszczędności podczas czarnego czwartku. W 1931 r. Deedes rozpoczął pracę w Morning Post. W 1937 r. przeszedł do Daily Telegraph. Walczył podczas II wojny światowej w szeregach 2 batalionu Queen's Westminsters. W kwietniu 1945 r. został odznaczony Military Cross.
W 1950 r. został wybrany do Izby Gmin jako reprezentant okręgu Ashford. W 1954 r. został parlamentarnym sekretarzem ministra budownictwa i samorządu lokalnego. W latach 1955–1957 był parlamentarnym sekretarzem w ministerstwie rolnictwa i rybołówstwa. W latach 1962–1964 był członkiem gabinetu jako minister bez teki. W Izbie Gmin zasiadał do 1974 r.
Po zakończeniu kariery w Izbie Gmin Deedes został redaktorem Daily Telegraph i był nim do 1986 r. Potem pracował nadal jako dziennikarz. W 1986 r. został kreowany parem dożywotnim jako baron Deedes. Odznaczony Krzyżem Wojskowym (Wielka Brytania). Był również Kawalerem Komandorem Orderu Imperium Brytyjskiego (KBE). Zmarł w 2007 r. po krótkiej chorobie.
Był żonaty z Evelyn Branford i miał z nią dwóch synów (jeden zmarł młodo) i trzy córki. Syn, Jeremy Deedes, jest dyrektorem Telegraph Group. Córka, Lucy Deedes, była pierwszą żoną Crispian Money-Couttsa, 9. barona Latymer.